# Bad Boy (張惠妹專輯)
《Bad Boy》是臺灣歌手張惠妹的第二張國語專輯，於1997年6月發行。該專輯在全亞洲銷售量高達600萬張，在臺灣累計銷售量為138萬張，是臺灣史上銷量最高的專輯。

## 曲目
| 曲序     | 曲目                     |          | 作曲     | 编曲        | 製作人   | 时长  |
| -------- | ------------------------ | -------- | -------- | ----------- | -------- | ----- |
| 1.       | 哭不出來                 | 劉思銘   | 劉志宏   | 鍾興民      | 馬毓芬   | 4:44  |
| 2.       | 一想到你呀               | 張雨生   | 張雨生   | 櫻井弘二    | 張雨生   | 4:49  |
| 3.       | 孤單Tequila              | 張雨生   | 張雨生   | 櫻井弘二    | 張雨生   | 5:11  |
| 4.       | 一個人跳舞               | 光彥     | 伍思凱   | 李伯傑      | 光彥     | 4:29  |
| 5.       | 聽海                     | 林秋離   | 惠源     | 惠源        | 馬毓芬   | 5:19  |
| 6.       | Bad Boy                  | 張雨生   | 張雨生   | Martin Tang | 張雨生   | 4:23  |
| 7.       | 甜言蜜語                 | 鄭華娟   | 鄭華娟   | 櫻井弘二    | 光彥     | 4:52  |
| 8.       | 情人？敵人？             | 鄔裕康   | 郭子     | 屠穎        | 林明陽   | 5:00  |
| 9.       | 愛，不太早不太晚，剛好。 | 姚若龍   | 鄭知明   | Martin Tang | 馬毓芬   | 4:49  |
| 10.      | 愛過你                   | 陳樂融   | 陳志遠   | 陳志遠      | 馬毓芬   | 5:25  |
| 总时长： | 总时长：                 | 总时长： | 总时长： | 总时长：    | 总时长： | 49:00 |

## 音樂錄影帶
| 歌曲名稱     | 導演   | 附註     |
| ------------ | ------ | -------- |
| Bad Boy      | 林錦和 | 首波主打 |
| 哭不出來     |        | 第二主打 |
| 一想到你呀   | 林錦和 | 第三主打 |
| 聽海         | 賴偉康 | 第四主打 |
| 一個人跳舞   | 賴偉康 | 第五主打 |
| 情人？敵人？ |        | 第六主打 |

## 發行版本
- 首版：大頭封面，附贈銀幣。
- 二版：換封面，有星星閃光印刷。
- 再版：二版封面，無星星閃光印刷。
- 錄音帶 (首版、二版皆有)
- 黑膠唱片[12]

## 得獎紀錄
- 入圍第9屆金曲獎最佳國語女演唱人、最佳流行音樂演唱專輯、最佳作曲人獎（涂惠源：聽海）
- 台灣流行音樂200最佳專輯排名No.26
- 臺灣地區2000家便利商店年度銷售第一名
- 淘兒唱片年度銷售第一名
- 知音時間排行榜連續5周第一名
- GTV28娛樂百分百排行榜連續8周第一名
- 1997年台灣IFPI排行榜進榜24周（連續9周第一名）
- 1997年台灣IFPI年度銷售認證第1名（2個月認證768,392）[13]
- CHANNEL [V] TOP 20排行榜連續3周第一名：《聽海》
- CHANNEL [V] TOP 20榜中榜最佳新人得主
- CHANNEL [V] TOP 20榜中榜得獎歌曲：《Bad Boy》
- ICRT年度第一名
- ICRT勁曲排行榜最佳中文專輯
- ICRT勁曲排行榜最佳中文歌曲：《Bad Boy》
- ICRT勁曲排行榜最佳中文女歌手得主
- 1997年金曲龍虎榜排行榜進榜27周（連續14周第一名）
- 1997年金曲龍虎榜年度總排行榜第一名[14]
- 民生報十大偶像頒獎典禮：「最佳歌藝」獎
- MTV台封神榜第一名
- 1997年MTV台封神天后
- HK97年五大卡拉OK最受歡迎女歌手第四名
- 精選104電臺：金心新貴華語鑽石大獎
- 第五屆新加坡金曲獎：最佳演繹女歌手獎